# Insignorthezia peruviana
Insignorthezia peruviana är en insektsart som först beskrevs av Beingolea 1971.  Insignorthezia peruviana ingår i släktet Insignorthezia och familjen vaxsköldlöss.
Artens utbredningsområde är Peru. Inga underarter finns listade i Catalogue of Life.